# Літо 1993
«Літо 1993» (ісп. Estiu 1993 (Verano 1993)) — іспанський фільм-драма 2017 року, повнометражний режисерський дебют Карли Сімон. Прем'єра стрічки відбулася 11 лютого 2017 року в секції Generation на 67-му Берлінському міжнародному кінофестивалі й здобула премію за найкращій дебют. У липні 2017 року фільм брав участь в міжнародній конкурсній програмі 8-го Одеського міжнародного кінофестивалю у змаганні за головний приз — Золотий Дюк .

## Сюжет
Улітку 1993 року, після смерті батьків, шестирічна Фріда переїжджає з Барселони до родини дядька, яка живе у Каталонській провінції. Нове життя стає випробовуванням для Фріди. Тепер у неї є маленька сестра, за якою Фріда має доглядати і справлятись з новими почуттями. Проте родина робить все, що може, щоби досягти крихкого балансу. Потихеньку Фріда розуміє, що вона тут залишиться і має адаптуватися.

## У ролях
| • Лайя Артігас   | … | Фріда      |
| • Паула Бланко   | … | Сеска      |
| • Етна Кампілло  | … | Ірен       |
| • Бруна Кузі     | … | Марга      |
| • Джорді Фігерас | … | Блаї       |
| • Долорес Фортіс | … | м'ясник    |
| • Тітон Фраука   | … | офіціантка |
| • Крістіна Матас | … | медсестра  |

## Знімальна група
- Автор сценарію — Карла Сімон
- Режисер-постановник — Карла Сімон
- Співпродюсери — Валері Дельпьерр, Марія Самора
- Оператор — Сантьяго Раках
- Композитор — Ернест Піпо
- Монтаж — Айна Колледжа, Дідак Палоу, Ана Пфафф
- Художник-постановник — Моніка Бернуї
- Художник по костюмах — Анна Агіла
- Художник-декоратор — Марта Басако
- Артдиректор — Ісона Рігау
- Підбір акторів — Мірія Хуарес

## Нагороди та номінації
| Список нагород та номінацій                                | Список нагород та номінацій | Список нагород та номінацій                               | Список нагород та номінацій | Список нагород та номінацій | Список нагород та номінацій |
| Кінопремія                                                 | Рік                         | Категорія                                                 | Номінант(и)                 | Результат                   | Дж                          |
| ---------------------------------------------------------- | --------------------------- | --------------------------------------------------------- | --------------------------- | --------------------------- | --------------------------- |
| Берлінський міжнародний кінофестиваль                      | 2017                        | Найкращий дебютний фільм                                  | Літо 1993                   | Перемога                    |                             |
| Берлінський міжнародний кінофестиваль                      | 2017                        | Кришталевий ведмідь за найкращий фільм — Generation Kplus | Літо 1993                   | Номінація                   |                             |
| Берлінський міжнародний кінофестиваль                      | 2017                        | Гран-прі журі Generation Kplus                            | Літо 1993                   | Перемога                    |                             |
| Фестиваль іспанських фільмів у Малазі                      | 2017                        | Золотая біснага за найкращий іспанський фільм             | Літо 1993                   | Перемога                    |                             |
| Фестиваль іспанських фільмів у Малазі                      | 2017                        | Нагорода Данії Айясо                                      | Карла Сімон                 | Перемога                    |                             |
| Міжнародний кінофестиваль незалежного кіно в Буенос-Айресі | 2017                        | Найкращий фільм — Міжнародний конкурс                     | Літо 1993                   | Номінація                   |                             |
| Міжнародний кінофестиваль незалежного кіно в Буенос-Айресі | 2017                        | Найкращий режисер — Міжнародний конкурс                   | Карлі Сімон                 | Перемога                    |                             |
| Стамбульський міжнародний кінофестиваль                    | 2017                        | Золотий тюльпан — Міжнародний конкурс                     | Літо 1993                   | Номінація                   |                             |
| Стамбульський міжнародний кінофестиваль                    | 2017                        | Спеціальний приз журі — Міжнародний конкурс               | Літо 1993                   | Перемога                    |                             |
| Одеський міжнародний кінофестиваль                         | 2017                        | Гран-прі Золотий Дюк                                      | Літо 1993                   | Номінація                   | [ 1 ]                       |
| Одеський міжнародний кінофестиваль                         | 2017                        | Приз за найкращий фільм міжнародного конкурсу             | Літо 1993                   | Перемога                    | [ 4 ]                       |
| Премія Європейської кіноакадемії                           | 2017                        | Європейське відкриття року — Приз ФІПРЕССІ                | Літо 1993                   | Номінація                   | [ 5 ] [ 6 ]                 |